# 錦戸春吉
錦戸 春吉（にしきど はるきち、1872年4月21日（明治5年3月14日） - 1945年4月24日）は、愛知県豊川市赤坂町出身（当時は額田県赤坂町）で錦戸部屋に所属した力士。本名は吉澤 春吉（旧姓:大場）。5代錦戸。164cm、96kg。最高位は西前頭15枚目。

## 経歴
静岡県で草相撲をしていたが、1891年5月錦戸部屋に入門し初土俵を踏む。1901年5月、29歳で十両昇進。そして1909年6月、旧両国国技館が開館した場所に初土俵から18年、37歳にして新入幕を果たした。幕内在位は1場所のみで、その後幕下まで陥落。すでに二枚鑑札となっており、1911年6月に引退して、親方業に専念した。一時、招猫の四股名を名乗った。
年寄として34年間在籍したが、役職には就けず1945年に疎開先で73歳で死去した。

## 成績
- 幕内1場所3勝7敗

## 改名
若左倉→招猫→小左倉→錦戸